# Batalla de Manila (1762)
La Batalla de Manila (en filipino: Labanan sa Maynila) se libró durante la Guerra de los Siete Años, del 24 de septiembre de 1762 al 6 de octubre de 1762, entre el Reino de Gran Bretaña y el Reino de España en y alrededor Manila, la capital de Filipinas, virreinato español en ese momento. Los británicos ganaron, lo que llevó a una ocupación de Manila durante veinte meses.

## Preludio
El Ministerio británico aprobó los planes del coronel Draper para una expedición a La Habana y el HMS Seahorse, al mando del capitán Cathcart Grant, fue enviado para interceptar los barcos con destino a Manila. La primera parte de la flota de invasión zarpó de la India el 21 de julio, al mando del comodoro Teddinson, seguida por el resto al mando del almirante Sir Samuel Cornish, primer baronet y el coronel Draper el 1 de agosto. HMS Norfolk sirvió como buque insignia del almirante.
El 1 de agosto de 1762, una flota británica de ocho barcos de línea, tres fragatas y cuatro barcos de carga zarpó de Madrás con una fuerza de 6.839 regulares, marineros e infantes de marina. El comandante de la expedición fue el general de brigada William Draper. Fue asistido por el coronel Monson como segundo al mando, el comandante Scott como ayudante general y el capitán Fletcher como mayor de brigada de la Compañía de las Indias Orientales. La fuerza expedicionaria consistía en el 79.° Regimiento de Infantería de Draper, una compañía de Artillería Real, 29 artilleros de la Compañía de las Indias Orientales , 610 cipayos y 365 irregulares.
Manila estaba guarnecida por la Guardia Salvavidas del Gobernador General de Filipinas, el 2.º Batallón del regimiento del Rey al mando de Don Miguel de Valdez, marines españoles, un cuerpo de artillería al mando del Teniente General Don Félix de Eguilux, secundado por Brig. el Marqués de Villa Medina, una compañía de Pampangos, y una compañía de cadetes.

## Batalla

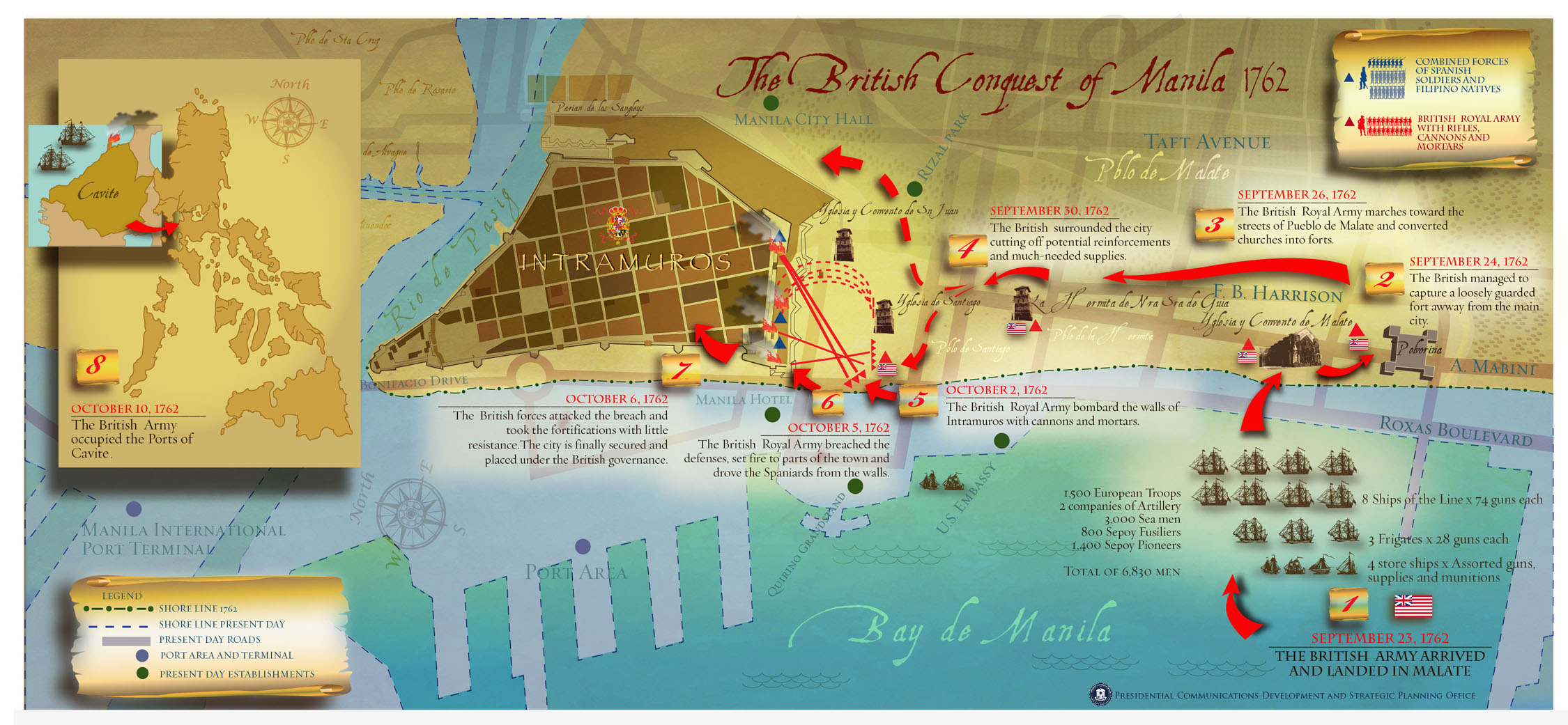
Mapa de la conquista británica de Manila en 1762

La flota del almirante Cornish, catorce buques, de los cuales diez llevaban más de cincuenta cañones cada uno, anclaron en la bahía de Manila el 23 de septiembre. Se planeó un aterrizaje a dos millas al sur de la ciudad, cubierto por el HMS Argo, al mando del Capitán King, el HMS Seahorse , al mando del Capitán Grant y el HMS Seaford al mando del Capitán Pelghin. La fuerza de desembarco de tres frentes de 274 infantes de marina estaba dirigida por el coronel Draper, en el centro, el comandante More, a la derecha, y el coronel Monson, a la izquierda. Al día siguiente, se les unieron 632 marineros al mando de los capitanes Collins, Pitchford y Ouvry.
Fort Polverina fue capturado el 25 de septiembre. Un reconocimiento posterior reveló que las fortificaciones de Manila no eran formidables, de hecho estaban incompletas. "En muchos lugares la zanja nunca se había terminado, el camino cubierto estaba descompuesto, el glacis era demasiado bajo, algunas de las obras exteriores estaban sin cañón"
El 30 de septiembre, llegó un buque de carga británico con herramientas de atrincheramiento, pero fue empujado a tierra por un vendaval. Había encallado de modo que protegió la parte trasera del campamento de Draper de una gran fuerza de filipinos. Sus provisiones fueron desembarcadas con mayor velocidad y seguridad de lo que hubiera sido posible si hubiera permanecido a flote porque el vendaval continuó durante varios días y prohibió el paso de botes a través de las olas.
Un fuerte vendaval comenzó el 1 de octubre, cortando la comunicación con la flota británica. En la mañana del 4 de octubre, una fuerza de 1.000 Pampangos locales atacó un acantonamiento recientemente construido, pero fue rechazado con 300 bajas. Después de este fracaso, todos excepto 1.800 de los Pamgangos abandonaron la ciudad. "El fuego de la guarnición ahora se debilitó, mientras que el de los sitiadores era más fuerte que nunca, y pronto se hizo factible una brecha". El 6 de octubre, 60 voluntarios al mando del teniente Russell avanzaron a través de la brecha en el Bastión de San Andrés. Le siguieron ingenieros y pioneros, luego vinieron el coronel Monson y el mayor More con dos divisiones de la 79, los marineros y luego otra división de la 79.
Para evitar más bajas en ambos lados (de acuerdo con sus creencias católicas), el gobernador general interino, el arzobispo Manuel Rojo del Río y Vieyra, entregó Manila y Cavite a Draper y Cornish.

## Consecuencias
La ocupación británica de Manila duró hasta que Manila fue devuelta a España según el Tratado de París de 1763. La noticia de que se había perdido no llegó a España hasta después del cese de hostilidades entre las dos potencias. Oidor Don Simón Anda y Salazar había sido enviado a Bulacán para organizar la resistencia española. Allí organizó un ejército de 10.000 filipinos al mando de José Busto.
Manila quedó bajo la autoridad del vicegobernador civil Dawsonne Drake, designado por la Compañía de las Indias Orientales como líder del Consejo de Manila. El mayor Fell comandó la guarnición como otro miembro del consejo.
Durante su tiempo en Filipinas, los británicos se vieron confinados a Manila y Cavite en una situación de deterioro, incapaces de extender el control británico sobre las islas e incapaces de cumplir con su prometido apoyo a un levantamiento liderado primero por Diego Silang y posteriormente por su esposa Gabriela, que fue aplastada por las fuerzas españolas.
La expedición británica fue recompensada después de la captura del barco del tesoro Filipina , que transportaba plata americana desde Acapulco, y en una batalla frente a Cavite el 2 de octubre de 1762 el barco español Santísima Trinidad que transportaba mercancías desde China con destino a España. La captura del barco hizo a ambos hombres ricos, y hasta tal punto que pudieron retirarse a casa solo con el dinero del premio.
La ciudad permaneció bajo el dominio británico durante 18 meses y fue devuelta a España en abril de 1764 después del Tratado de París de 1763.
Draper y Cornish recibieron las gracias por el Parlamento el 19 de abril de 1763; Cornish fue nombrado baronet de Gran Bretaña, y Draper finalmente recibió el título de Caballero de Bath.